# 衛爾康餐廳大火
24°8′55.07″N 120°40′21.82″E / 24.1486306°N 120.6727278°E
衛爾康餐廳大火，是一場發生於1995年2月15日晚間7時，台灣台中市西區台中港路一段（現台灣大道二段）52、54、56號上，靠近日興街交叉口的衛爾康西餐廳的火災事故，共造成64死11傷（另一說為14傷）。為台灣有史以來單一建築物死亡人數最多的火災與踩踏事故，亦是台灣自解嚴後死亡人數最多的公共安全事故。
同時這次大火也是台灣歷來第二多人死亡的火災，僅次於1984年釀成103人喪生的煤山煤礦大火。

## 事件經過
起因於瓦斯外洩。一樓吧台炊具附近的瓦斯管線破裂，外洩的瓦斯遇到火源，瞬間引燃周圍可燃材料，一方面往一樓其他部分延燒，另一方面則循往二樓之樓梯向二樓擴大延燒。由於當時正值晚餐時間、人潮聚集，同時餐廳員工又未及時疏散顧客，且起火點位於靠正面的主樓梯旁，造成內部人員逃生不及，釀成64死11傷（另一說為14傷)的重大火災事故，包含七位廚師也因後門封死、逃生困難，全部急救不治。此一重大公共安全事件造成全台輿論譁然，政府因而制訂相關法規，避免事件的再度發生。可以說，此一事件是台灣公共安全開始受重視的轉捩點。。

## 釀災原因
餐廳旁邊原本是停車場及防火巷空地，但後來被改建成KTV，逃生無門。根據資料，該餐廳開業於1990年，由於位居住宅區，依規定營業面積不得超過三百平方公尺而且限於一樓營業，不料該餐廳以合法掩護非法，擅自改裝二樓為KTV，而且改裝迄今未被聯檢小組登門安檢，致市府及權責單位均沒有該餐廳的聯檢資料。
現場民眾目擊所示，案發當時係餐廳吧台處先起火。火勢發生初期，員工先以滅火器搶救無效，同時又未疏散顧客。火勢迅速爆燃後才開始報警，延遲搶救及逃生時機。餐廳內部裝潢均係易燃性材料。火警發生後，造成迅速爆燃及產生大量高熱濃煙、火焰，阻斷逃生機會。
餐廳一、二樓逃生通道分別被磚牆及金屬浪板封死，且被違建包圍，被堵到只剩一處，而火災恰好就發生在唯一入口旁邊的吧台，因此起火後出入口即陷入一片火海，阻隔逃生之路，所有顧客因此被高達400度的烈焰和濃煙包圍，使整個餐廳猶如一個烤爐。此為造成慘重傷亡最主要的原因。
朝往台中港路（2014年更改路名為臺灣大道）方向的二樓窗口，使用整片式強化玻璃落地窗，窗上有重擊痕跡，研判是顧客用椅子之類的重物試圖擊破逃生，但未熟悉擊破強化玻璃的要領（正確方式應為敲擊玻璃的四角，而非拍打玻璃的正面），而無法順利逃出。而根據幸存者及台中市消防局勤務中心主任馮明勇的說法，第一塊玻璃未被敲破，第二塊玻璃則被成功敲破，有部分顧客從二樓跳出而得以幸存，但背部均受到明顯灼傷。
西餐廳後部有一個逃生梯，可通往三樓辦公室及後方的屋頂停車場，有部分顧客在火災發生當下跟隨衛爾康餐廳員工逃出並獲救。但由於火災發生時工作人員未及時通知顧客仍有其他路線逃生（樓梯已經被燒，二樓顧客無法下到一樓離開），因此只有極少數顧客能夠從三樓逃出。

## 現場情況
由於臺中市政府消防局消防隊距離火災現場僅六百公尺，消防隊員很快便抵達現場。當時一位張姓義消分隊長向《聯合報》記者形容：「在二樓的窗口附近，搶救人員發現多數死者，大都是互疊倒在靠窗的位置。從這一情況研判，火警發生後，因火勢蔓延快速，現場的客人紛紛擁擠到窗口；但因人多，有些人不敢跳樓，造成人擠人的情況。而且在情況緊急下，大家相互推擠踐踏，而使傷亡加重。」他判斷，在這一場浩劫中，由於出口只有一個，受害人逃命時先是自行踐踏成傷再遭火焚，且大樓採密閉式建築，加上違建嚴重使消防車難以靠近滅火，導致重大傷亡。另一說是行政公部門行事作風顢頇，應變及決策太慢，心態老大，導致工程用消防雲梯車出動太慢，現場人員水線都佈好了，卻無法用鐵鎚擊破餐廳二樓走廊盡頭一扇強化過的防彈玻璃(三吋厚兩層黏合在一起共六吋)，後來雖然雲梯車及時出動，撞破強化玻璃，大部分人仍然因空氣中的氧氣被燒光而窒息，只有一小部分人逃出，導致救災失敗，死者都集中在二樓走廊盡頭強化玻璃處，證實了這個說法。
而當時台中市消防局勤務中心主任馮明勇表示：「餐廳用易燃物去裝修，甚至裡面都是一些吸音棉，所以一燃燒起來很快就閃燃。因為溫度的關係沒辦法逃離，所以（死者）擠在一起，倒在一起才變成一堆。那一堆事後清點是37人，陸陸續續在二樓找到57人。」
在消防隊員滅火期間，餐廳員工宣稱二樓顧客都已經疏散，直到消防隊員進去搶救時才赫然發現二樓倒臥層疊堆起的一堆罹難者，全聚集在窗邊，可能是員工在混亂中沒見到有人從二樓下來（因樓梯被大火隔了死絕而二樓客人無法下樓梯逃生），所以誤以為二樓客人都已疏散。當時上二樓去的消防隊員喊：「二樓有人。」樓下同仁問：「有幾人？」他哀嘆說：「喔，一堆人！」

## 善後賠償
衛爾康西餐廳負責人陳永津在事後拿出所有財產新台幣2,400多萬元理賠，但每位罹難者只能分到新台幣六十多萬元。罹難者家屬認為，台中市政府沒有依照法令檢查衛爾康西餐廳違規使用、消防設備不合格等問題才會發生火災，台中市政府應該負起賠償責任；因此向法院要求國家賠償。官司於2003年定讞，台中市政府必須賠償每位罹難者新台幣一百萬元。而陳永津和吧台羅姓服務生，則因《中華民國刑法》業務過失致死罪，分別判處5年及3年有期徒刑。

## 影響
- 這次火災為當時台灣最多人死亡的單一建築火災、死亡人數第二多的火災，同時也是當時世界範圍內同類型的餐館火災案例中死亡人數最高的一宗。[4]
- 時任中華民國總統兼中國國民黨主席李登輝向全民道歉。台中市市長林柏榕因此事件遭監察院彈劾，休職半年。當時的在野黨新黨、民主進步黨抨擊官員推諉卸責，中國國民黨形象因此受到很大的傷害。而在早前家屬協調會上，林柏榕試圖淡化影響，把此次火災比喻為車禍，造成家屬不滿；其間更有情緒激動的家屬向林柏榕頭上投擲利樂包[9]。
- 李登輝政府在民意壓力下陸續修訂與創建各項法規，如《消防法》、《建築技術規則》、《公寓大廈管理條例》等，實施公共場所必須使用防火建材，逃生通道必須保持暢通，餐飲業強制投保公共意外險等改革。從此，台灣公共場所火災死傷大為減少。
- 消防事務自警察機關獨立，間接促成內政部消防署成立，落實「警消分離」制度。
- 市府的事務官增加了兩位副市長的職位(後來增加到三個)。副市長人才直接從公務員體系拔擢，也可從各大學及業界借調，目的是加強專業，補市長的不足，從此有『市府團隊』這名詞。副市長的位置也有在緊急時，將決策權下放的意味。

## 原址現況
衛爾康西餐廳在火災事件多年後拆除。曾改建為五金百貨賣場和停車場，現賣場恢復為空地。

## 為罹難者家屬公益慈善棒球賽
中華職棒俊國熊隊與時報鷹隊，為援助台中衛爾康大火罹難者家屬，並喚起社會大眾重視公共安全，於1995年3月7日18時在台中棒球場舉行「棒球有情，人間有愛」義賽，所得全數捐贈衛爾康受難家屬，入場券將於4日中午起，在台中中友、來來百貨1樓服務台發售，熊隊投手廖俊銘接近完美的控球演出，使鷹隊火力被壓制，直到9局下才因熊隊守備失誤攻下唯一的1分，俊國熊7比1獲勝。7日義賽開打前，全場近3000名觀眾起立，為衛爾康大火罹難者默哀，所有收入扣除支出後將捐助給罹難者家屬。